# Mis tres Marías
Mis tres Marías o Mis 3 Marías es una telenovela peruana de género trágico producida por Michelle Alexander para América Televisión en 2016. Basada en una historia original de Víctor Falcón y Eduardo Adrianzén.
Está protagonizada por David Villanueva, Vanessa Saba, Maria Grazia Gamarra, Christian Domínguez, Silvana Cañote y Zoe Arevalo, y con las participaciones antagónicas de Paul Martin, Andrea Montenegro, Gonzalo Molina, Rebeca Raez, Ricky Tosso quien después es reemplazado por Oscar Carrillo, Rodrigo Sánchez Patiño y Karina Jordan.
Cuenta además con las actuaciones estelares de Fiorella Díaz, Mauro Ramírez, Stefano Salvini, Julia Thays, María José Vega y Elisa Tenaud.
Junto con las actuaciones especiales de Francisca Aronsson, Mia Owens, Pierina Carcelén y la primera actriz Haydeé Cáceres.
Es la última producción donde participa el actor y comediante Ricky Tosso, siendo reemplazado por el actor Óscar Carrillo en el personaje de Gaspar.

## Argumento
Leo y Elena son una joven pareja de esposos que deciden migrar a la capital con sus tres hermosas hijas: María Esperanza, María Soledad y María Paz, en busca de oportunidades y de una mejor calidad de vida, aunque no poseían una vida llena de lujos y comodidades, el amor y la unión eran los pilares de esta soñadora familia. Pero un día todo se desvanece, Elena decide abandonar a su familia y Leo es encarcelado injustamente, dejando así a sus menores hijas en la más absoluta orfandad, pasando tiempo después a custodia de diferentes familias. Tras algunos años, Leo recupera su libertad y también la esperanza de reunir a toda su familia, una tarea nada fácil que se propondrá este buen hombre. Es así que decide ir en busca de sus tres hijas: María Soledad es a la primera a quien encuentra, puesto que ella había sido cuidada durante todo el tiempo que Leonardo estuvo en la cárcel por su tía Olga. La segunda a quien encuentra es a María Paz, quien había sido adoptada por Jaqueline (una buena mujer que luego se enamora de Leonardo), y que para encontrarla; tuvo que robar datos del albergue en donde ella había estado. La última a la que encuentra es a María Esperanza. Ella había creído que su padre había muerto en el motín de la cárcel, y en el momento en el que Leonardo la encuentra es cuando sus 3 hijas estaban reunidas en el gimnasio. Tiempo después, reaparece Elena, la esposa de Leo, quien había desaparecido; y según ella afirma que es secuestrada antes de fugarse. Ella explica que aparentemente se trataba de un ajuste de cuentas, y declara que ahora está dispuesta a recuperar a sus tres hijas y a su esposo de todas formas.

## Elenco
- David Villanueva... Leonardo "Leo" Navarro Madrid / Julian Martínez del Solar
- Vanessa Saba... Jacqueline Mendizábal de Bustamante / de Navarro
- María Grazia Gamarra... María Esperanza Navarro Sánchez
- Silvana Cañote... María Soledad Navarro Sánchez
- Zoe Arévalo... María Paz Navarro Sánchez / Rafaela Bustamante Mendizábal
- Andrea Montenegro... Elena Sánchez de Navarro / Vda. de Bustamante
- Christian Domínguez... Roque Rivera Silva
- Ricky Tosso... Gaspar Rivera Benítes # 1
- Oscar Carrillo... Gaspar Rivera Benítes # 2
- Paul Martin... Octavio Bustamante Castellanos
- Elisa Tenaud... Yvette Ortega Domínguez
- Mauro Ramírez... Marcelo Rodríguez Pérez
- Stefano Salvini... Facundo Rodríguez Ramos
- Gonzalo Molina... Vicente "Macho Alfa" La Torre Villa
- Rebeca Ráez... Olga Sánchez de La Torre
- Rodrigo Sánchez Patiño... Francisco "Pancho" Ortega
- Julia Thays... Dora Domínguez
- Maríajosé Vega... Yesenia Ortega Domínguez
- Alexandra Graña... Melissa Elizalde
- Fiorella Díaz... Pámela Tirado Sandoval
- Emanuel Soriano... Haley Chávez Tirado
- Ismael Contreras... Lorenzo Tirado Cienfuegos
- Karina Jordán... Emma Donayre Espejo
- Cathy Sáenz... Azucena "La Bárbara"
- Pierina Carcelén... Laura Ramos de Rodríguez
- Haydeé Cáceres... Josefina Benítes Vda. de Rivera
- Josué Stéfano Durú... Francisco "Paquito" Ortega Donayre
- Leslie Shaw... "Madonna"
- Pold Gastello... "El Caimán"
- Carolina Infante... Julissa "Sor Alicia"
- Trilce Cavero... Fiscal Josefina Barraza Terrones
- Percy Chumbe... Comandante Prudencio López Baca
- Cesia Romero... Ramona
- Ray Álvarez... Henry
- Thiago Basurto... "Chavito"
- Axel Cordova... Wilder
- Jhordan Segura Martínez... Nacho
- Alberto Herrera Jefferson... El Padrino
- Luis Rosadio Flores... Puñete
- Francisca Aronsson... María Esperanza Navarro Sánchez (niña)
- Mía Owens... María Soledad Navarro Sánchez (niña)
- Micaela Zarzaburu... María Paz Navarro Sánchez (bebé)

## Lanzamiento
Desde 2018, se retransmite en América Next debido a la alianza comercial que tiene con Grupo ATV y Grupo Plural TV.
La serie llega a Latinoamérica a través del Streaming por Pluto TV en mediados de 2021.